# Суседство
Суседство је географски локализована заједница унутар града или предграђа. Суседство често представља заједницу у којој се интеракција претежно одвија лицем-у-лице. „Истраживачи се нису сложили око тачне дефиниције. Суседство се обично дефинише просторно као специфично географско подручје и функционално као скуп друштвених мрежа. Суседства, стога, представљају просторне јединице у којима се појављује друштвена интеракција лицем-у-лице — личне околности и ситуације у којима становници настоје да остваре заједничке вредности, социјализују омладину и одржавају ефикасну друштвену контролу.”

## Преиндустријски градови
Према речима урбаног теоретичара Луиса Мамфорда, „суседства, у неком првобитном, почетном облику, постоје где год се људи окупљају, у сталним породичним становима; и многе функције града имају тенденцију да се распоређују природно — то је, без икакве теоријске преокупације или политичког усмерења, у суседствима”. Већина најстаријих градова широм света, онакви каквим су их археолози ископали, доказују постојање суседстава. Историјски документи расветљавају живот у суседству у бројним историјским преиндустријским или незападним градовима.
Суседства обично настају захваљујући социјалној интеракцији међу људима који живе једни близу других. У том смислу суседство представља локалну друштвену јединицу већу од домаћинства, која није директно под контролом града или државних службеника. У неким преиндустријским урбаним традицијама, основним комуналним функцијама као што су заштита, друштвена регулација рађања и бракова, чишћење и одржавање неформално су руководила суседства, а не градске власти; овај образац је добро документован за историјске исламске градове.
Осим суседстава, већина античких и историјских градова су имали још и управне округе који су званичницима служили за опорезивање, вођење евиденције и друштвену контролу. Управни окрузи су обично већи од суседстава и њихове границе могу да пресецају границе суседстава. У неким случајевима, међутим, управни окрузи се поклапају са суседствима, што је довело до високог степена регулације друштвеног живота од стране званичника. На пример, у кинеском главном граду Чанг'ан током периода Т'анг, суседства су били окрузи, а постојали су и државни функционери који су пажљиво контролисали живот и активности на нивоу суседства.
Суседства у преиндустријским градовима су често имала одређени степен друштвене специјализације или диференцијације. Етничка суседства су била значајна у многим градовима у прошлости, а остала су уобичајена и у данашњим градовима. Економска специјализација, укључујући занатску производњу, трговину и друго, може бити концентрисана у суседствима, а у друштвима у којима постоји верски плурализам суседства су често специјализована по питању религије. Фактор који је допринео дистинктивности суседства и друштвеној кохезији у градовима у прошлости биле су миграције из села у град. Ово је био непрекидан процес у преиндустријским градовима, а мигранти су били склони да се доселе са рођацима и познаницима из своје сеоске прошлости.

## Социологија
Социологија суседства је подобласт урбане социологије која проучава локалне заједнице. Суседства се такође користе у истраживачким студијама од поштанских бројева и здравствених диспаритета, до корелације са стопама напуштања школе или употребом дрога. Одређена пажња је такође посвећена посматрању суседства као мале демократије, регулисане првенствено идејама реципроцитета међу суседима.
Суседства имају неколико предности као подручја за политичку анализу и арена за друштвену акцију:
1. Суседства су уобичајена и вероватно скоро универзална, пошто би већина људи у урбанизованим срединама вероватно сматрала да живи у једном од њих.
2. Суседства су прикладна и увек приступачна, јер сте већ у вашем суседству кад изађете кроз врата.
3. Успешна суседска акција захтева сасвим мало специјализованих техничких вештина, а често мало или нимало новца. Акција може захтевати да се уложи мало времена, али материјални трошкови су често ниски.
4. Са суседском акцијом, у поређењу са активношћу на ширем плану, резултати су видљивији и брже се постижу. Улице су чистије; прелази су офарбани; дрвеће је засађено; фестивал привлачи публику.
5. Видљиви и брзи резултати су показатељи успеха, а пошто је успех подстицајан, вероватноћа за наредну суседску акцију се повећава.
6. Пошто суседска акција обично укључује друге, овакве акције стварају или ојачавају везе и односе са другим суседима, што заузврат доводи до разних потенцијално позитивних ефеката, које је често тешко предвидети.
7. Суседска активност може једноставно бити пријатна и забавна за оне који у њој учествују.

Осим ових погодности, многа истраживања указују на то да су јака и кохезивна суседства и заједнице повезани (врло вероватно узрочно повезани) са смањењем криминала, бољим резултатима за децу и побољшаним физичким и менталним здрављем. Социјална подршка коју јако суседство пружа може послужити као брана од разних неповољних околности.

## Побољшање
Суседства су била места пружања услуга или „услужних интервенција“ делом као напори да се обезбеде локалне, квалитетне услуге и да се повећа степен локалне контроле и власништва. Алфред Кан је још средином 1970-их описао „искуство, теорију и модне трендове“ пружања услуга у суседству током претходне деценије, укључујући дискусију о трансферима прихода и сиромаштва. Суседства, као кључни аспект заједнице, такође су место услуга за младе, укључујући децу са сметњама у развоју и координисаних приступа популацији са ниским приходима. Иако термин суседска организација није тако уобичајен у 2015. години, ове организације су често непрофитни, понекад локални или чак финансирани центри или огранци заједнице за развој заједнице.
Активисти заједнице и економског развоја вршили су притисак за реинвестирање у локалне заједнице и суседства. Почетком 2000-их, корпорације за развој заједнице, мреже за рехабилитацију, корпорације за развој суседства и организације за економски развој радиле су заједно на решавању стамбеног фонда и инфраструктуре заједница и суседстава (нпр. друштвени центри). Заједница и економски развој могу се разумети на различите начине и могу укључивати „на вери засноване“ групе и скупштине у градовима.

## Као целина у урбанистичком пројектовању
Током 1900-их, Кларенс Пери је описао идеју о квартској јединици као самосталном стамбеном подручју у граду. Концепт је још увек утицајан у новом урбанизму. Практичари настоје да оживе традиционалну друштвеност у планском приградском становању на основу низа принципа. У исто време, суседство је место интервенција за стварање градова и заједница прилагођених узрасту (AFCC) јер многи старије одрасле особе имају тенденцију да имају ужи животни простор. Студије урбанистичког дизајна стога користе суседство као јединицу анализе.